# Чижов (село)
Чижов (укр. Чижів) — село в Поморянской поселковой общине Золочевского района Львовской области Украины.
Население по переписи 2001 года составляло 132 человека. Занимает площадь 0,8 км². Почтовый индекс — 80752. Телефонный код — 3265.